# José Batlle y Ordóñez
José Batlle y Ordóñez (Montevideo, 21 maggio 1856 – Montevideo, 20 ottobre 1929) è stato un politico e giornalista uruguaiano.
È stato Presidente dell'Uruguay dal 1º marzo 1903 al 1º marzo 1907 e dal 1º marzo 1911 al 1º marzo 1915. Rimane uno dei presidenti uruguaiani più popolari, principalmente per le importanti riforme sociali realizzate durante il suo mandato. Influenzato dal liberalismo krausista, è noto per aver introdotto il sussidio di disoccupazione, il suffragio universale e la giornata lavorativa di otto ore, nonché l'istruzione superiore gratuita. Fu uno dei principali promotori della secolarizzazione nel paese, che portò alla divisione dello Stato e della Chiesa cattolica.

## Biografia

### Gioventù
Figlio del generale Lorenzo Batlle, presidente dell'Uruguay dal 1868 al 1872, dopo aver frequentato la Scuola inglese a Montevideo, Batlle iniziò a studiare all'Università della Repubblica. Qui fu coinvolto nelle discussioni e nei dibattiti tra "idealisti" e "positivisti". Ispirato da Prudencio Váquez y Vega, Batlle era un membro di spicco della fazione idealista. L'ideologia politica di Batlle è stata influenzata dal lavoro del filosofo Heinrich Ahrens, il cui lavoro fu presentato a Batlle da Váquez y Vega. Batlle lasciò l'università nel 1879 senza completare la laurea in giurisprudenza. L'anno successivo convinse suo padre a lasciarlo studiare per un anno a Parigi, dove seguì un corso di inglese e frequentò lezioni di filosofia alla Sorbona e al Collège de France prima di tornare a casa quando i soldi finirono.
Batlle era un importante giornalista e fondò il quotidiano El Día nel 1886. Batlle usò il suo giornale come piattaforma politica per criticare i suoi oppositori e promuovere la sua agenda riformista.

### La carriera politica
La carriera politica di Batlle iniziò nel 1887, quando fu nominato a capo del dipartimento di Minas. Il suo mandato però fu di breve durata, poiché si dimise dopo sei mesi per candidarsi alla Camera dei deputati per il Partito Colorado. Dopo un disaccordo con l'allora presidente Máximo Tajes, tuttavia, Batlle perse il posto in lista. Alla fine fu eletto nel 1891 come deputato per il dipartimento di Salto e iniziò una rapida ascesa all'interno del Partito Colorado.

#### Senato
Batlle fu eletto senatore per il dipartimento di Montevideo nel novembre 1898, e divenne rapidamente presidente del Senato dell'Uruguay. Poiché il presidente del Senato era all'epoca la seconda carica dello stato, Batlle servì brevemente come presidente ad interim dell'Uruguay mentre Juan Lindolfo Cuestas si fece da parte per legittimare la sua presidenza de facto nel 1899.
Alle elezioni del 1900, tuttavia alcuni dissidi interni ai colorados fecero sì che alla presidenza del senato venisse eletto, con la differenza di un voto, il candidato dissidente Juan Carlos Blanco Fernández. Batlle sarebbe poi stato rieletto Presidente del Senato nel febbraio 1903, poco prima di diventare Presidente della Repubblica.

#### La prima presidenza
Battle ascese alla presidenza della Repubblica nel 1903. La sua prima vittoria fu il definitivo ripristino della pace interna e dell'unità nazionale dopo aver soffocata la cosiddetta rivoluzione uruguaiana del 1904 del caudillo blanco Aparicio Saravia nel nord del paese. Con la morte di Saravia le milizie blancas cessarono le loro attività e si dissolsero, mentre il governo riprese il pieno controllo del territorio nazionale. La vittoria di Batlle venne ratificata il 24 settembre 1904 con la firma della pace di Aceguá che stabiliva tre punti chiave: centralità del governo nazionale, fine della politica di compartecipazione ai governi dipartimentali ed esclusivo esercizio del potere esecutivo centrale da parte del vincitore alle elezioni.
Durante la prima presidenza di Batlle y Ordóñez venne posta al centro dell'agenda politica governativa la secolarizzazione. L'Uruguay vietò i crocifissi negli ospedali nel 1906 ed eliminò i riferimenti a Dio e al Vangelo nei giuramenti pubblici. Nelle fasi finali della presidenza di Battle inoltre il parlamentare Carlos Oneto y Viana presentò la legge sul divorzio, approvata poi nel 1908 durante la presidenza di Claudio Williman, che includeva la dissoluzione del matrimonio anche per sola volontà della donna. Ha guidato la delegazione dell'Uruguay alla Seconda Conferenza dell'Aia. Una volta finito il mandato, Batlle intraprese un viaggio in Europa e raccogliendo idee per future riforme politiche e sociali che verranno poi introdotte nella sua seconda presidenza.

#### La seconda presidenza

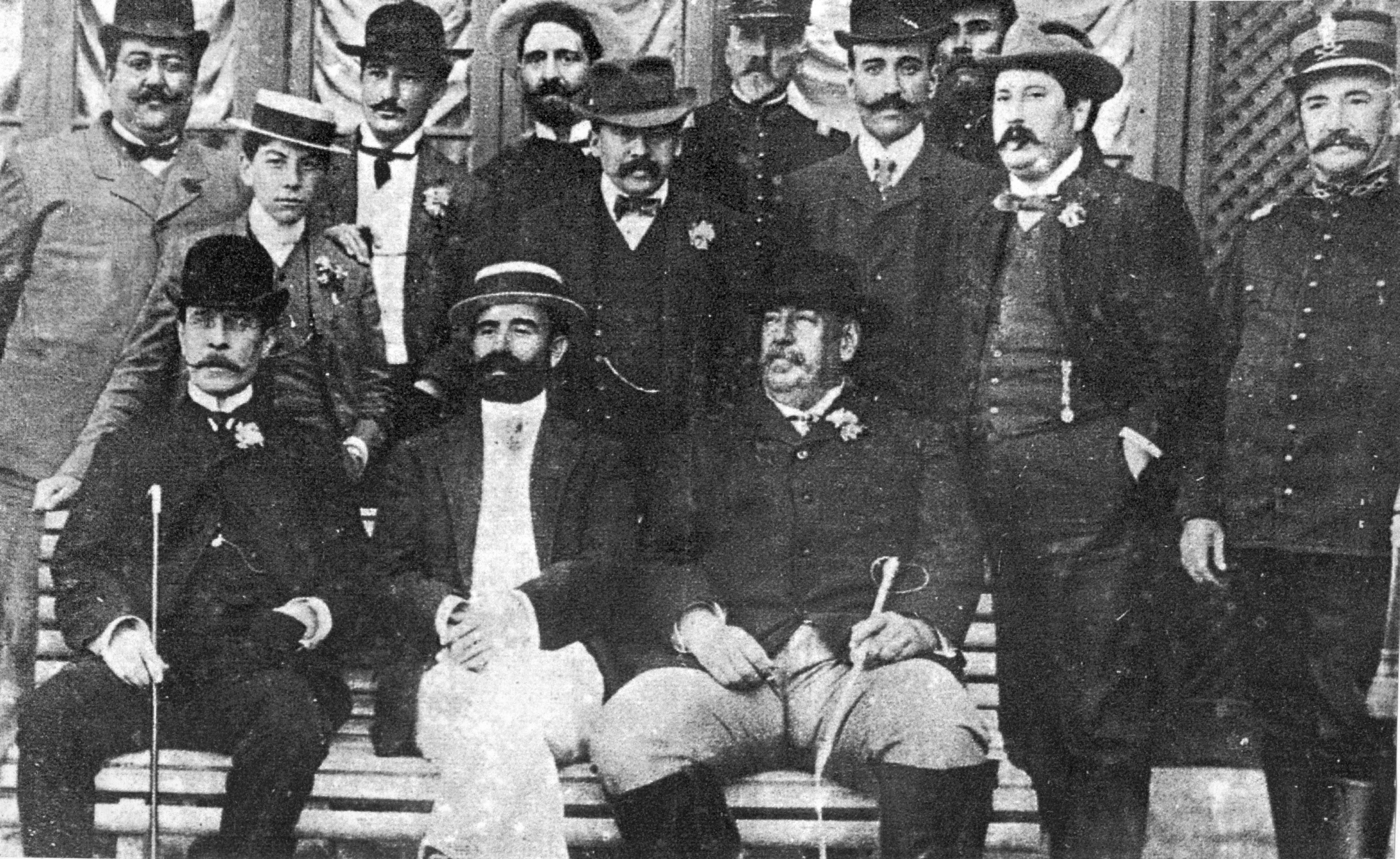
Batlle y Ordóñez con altri importanti politici uruguaiani durante la sua seconda presidenza.

Nel 1913 Batlle y Ordóñez propose una riorganizzazione complessiva del governo che avrebbe sostituito la Presidenza con un Consiglio nazionale composto da nove membri su modello del Consiglio federale svizzero. La proposta fu respinta nel referendum del 1916, ma pose le basi per un modello governativo, introdotto dalla nuova Costituzione del 1918, in cui i poteri esecutivi furono divisi tra la Presidenza e il Consiglio nazionale di amministrazione.
Durante la seconda presidenza di Batlle y Ordóñez furono realizzate importanti riforme sociali e lavorative. Fu innanzitutto favorita la sindacalizzazione dei lavoratori e garantito il diritto di sciopero. La giornata lavorativa fu fissata in 8 ore. Venne proibito inoltre il lavoro ai minori di 13 anni, fu introdotta la giornata lavorativa ridotta ai minori di 19 anni, il diritto a 40 giorni di ferie durante la gravidanza per le donne, una giornata di riposo obbligatorio ogni sette ed un massimo di 48 ore settimanali di lavoro. Venne poi creata una legge per il pagamento degli indennizzi per gli infortuni sul lavoro e il trattamento di fine rapporto venne stabilito in base al numero di anni lavorati. Fu anche approvata una pensione di anzianità di cui potevano godere tutte le persone di età superiore ai 65 anni e di qualsiasi età in caso di invalidità assoluta o di indigenza. Infine venne introdotto il sussidio di disoccupazione.
Grande importanza venne poi data all'istruzione pubblica e alla lotta all'analfabetismo. Il governo Batlle y Ordóñez stabilì quindi l'istruzione superiore gratuita e fondò dieci istituti superiori in tutto il paese. L'università venne aperta anche alle donne e le iscrizioni scolastiche aumentarono in tutto l'Uruguay.
Sul piano economico Battle adottò una serie di riforme volte a far crescere sia l'iniziativa statale sia a contrastare l'influenza delle imprese straniere impiantate nel paese. La teoria alla base era che i servizi pubblici essenziali dovessero essere nelle mani dello Stato, in quanto questo era l'organo rappresentativo della società, cioè di tutte le classi sociali, e quindi al di sopra di ogni interesse particolare o disputa. Dove non investiva il capitale privato avrebbe dovuto perciò farlo lo Stato, poiché il suo obbiettivo non era il profitto, ma il servizio pubblico. 
Per contrastare l'azione speculativa di alcune industrie straniere poi Battle adottò una serie di norme volte a far sì che lo Stato rimpiazzasse quelle compagnie che, portando i profitti delle loro attività in Uruguay all'estero, indebolivano l'economia nazionale. Per favorire lo sviluppo dell'economia nazionale e la nascita di imprese uruguaiane vennero imposti dazi sui prodotti d'importazione, compresi macchinari e materie prime. 
Vennero poi attuate una serie di nazionalizzazioni in alcuni settori ritenuti strategici, come quello bancario ed assicurativo. Fu così che il Banco de la República Oriental del Uruguay fu nazionalizzato tra il 1911 ed il 1913, il Banco Hipotecario del Uruguay nel 1912, mentre le assicurazioni, passarono da mani private a statali con la creazione nel 1911 del Banco de Seguros del Estado. Nel 1915 fu avviato anche un primo passo verso la nazionalizzazione del settore trasporti, con la creazione dell'Administración de Ferrocarriles y Tranvías del Estado (AFTE), che gestiva le linee realizzate da società private che avevano fallito nei loro piani commerciali, oltre a costruirne o terminarne la costruzione altre ritenute necessarie e strategiche (come la linea al km 329). La fusione di questa compagnia statale con le ferrovie britanniche nazionalizzate nel 1949 avrebbe dato luogo alla creazione della Administración de Ferrocarriles del Estado  (AFE) nel 1952. Infine venne nazionalizzata anche la gestione del porto di Montevideo.

### Gli ultimi anni
All'inizio del 1920 Batlle uccise Washington Beltrán Barbat, un deputato del Partito Nazionale, in un duello formale causato da editoriali al vetriolo pubblicati sui quotidiani El Día di Batlle e su El País di Beltrán. Il figlio di Beltrán, Washington sarebbe diventato presidente dell'Uruguay.
Dopo aver sofferto per qualche tempo di dolori addominali, Battle si ricoverò all'Ospedale Italiano di Montevideo il 18 settembre 1929 per il primo dei due interventi programmati. Dopo un'iniziale ripresa, la sua salute peggiorò. Intorno a mezzogiorno del 20 ottobre, Battle subì la prima di due tromboembolie. Nel pomeriggio ne subì una seconda che si rivelò fatale. 

## Omaggi
In onore di Batlle y Ordóñez è stata dedicata la località di José Batlle y Ordóñez, nel dipartimento di Lavalleja e il parco José Batlle y Ordóñez di Montevideo.